# Tricholoma pessundatum
Tricholoma pessundatum (Elias Magnus Fries, 1821 ex Lucien Quélet, 1872) din încrengătura Basidiomycota, în familia Tricholomataceae și de genul Tricholoma, este o specie de ciuperci otrăvitoare care coabitează, fiind un simbiont micoriza, formând prin urmare micorize pe rădăcinile arborilor. O denumire populară nu este cunoscută. Acest burete devenit destul de rar trăiește în România, Basarabia și Bucovina de Nord în mod obișnuit în grupuri, în păduri de conifere și acolo preponderent sub pini, fiind găsit de la câmpie la munte. Timpul apariției este din (iulie) august până în octombrie (noiembrie).

## Taxonomie

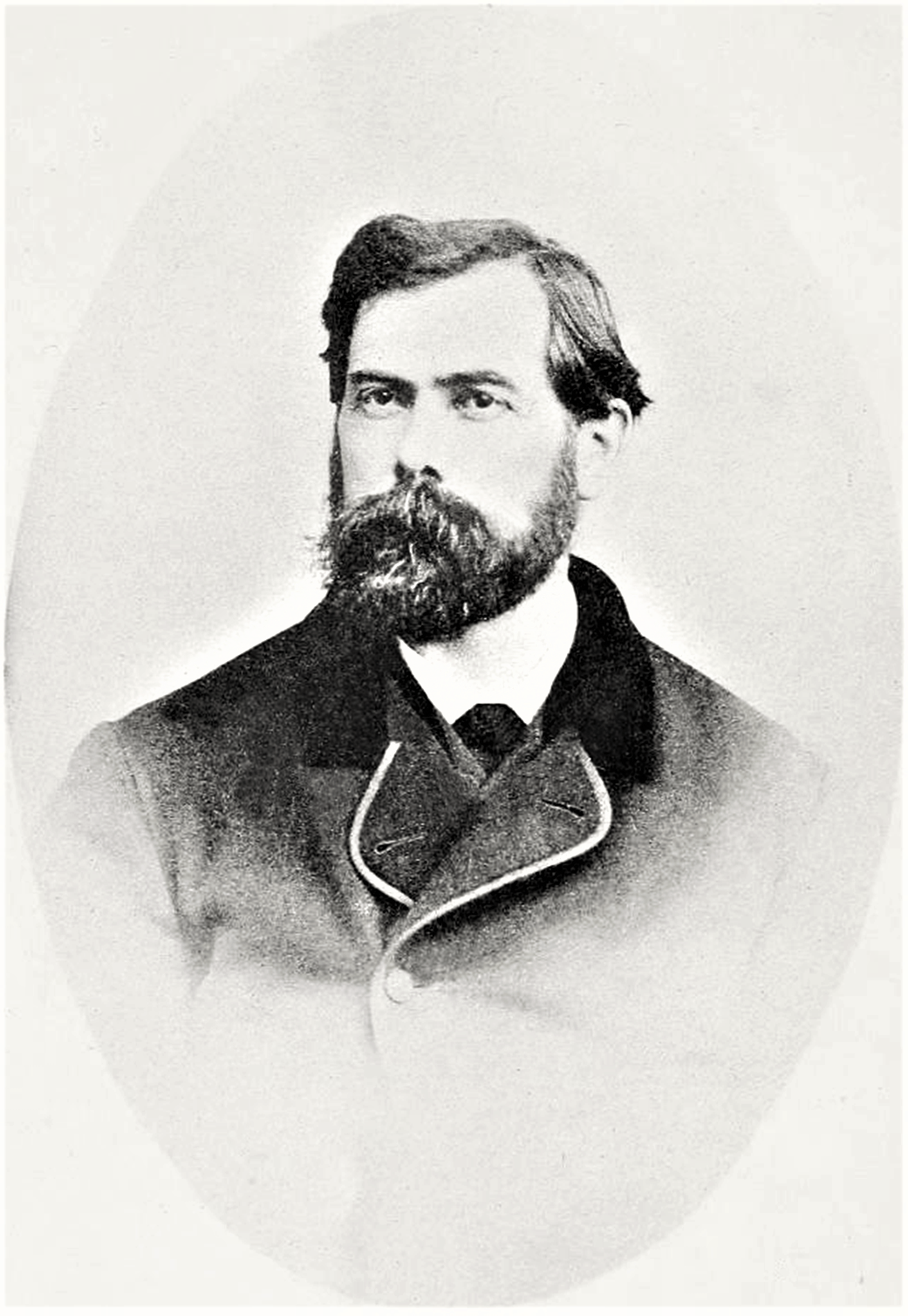
L. Quélet

Numele binomial Agaricus pessundatum a fost determinat de renumitul savant suedez Elias Magnus Fries în volumul 1 al trilogiei sale Systema Mycologicum din anul 1821.
Apoi, în 1872, renumitul micolog francez Lucien Quélet a transferat specia corect la genul Tricholoma sub păstrarea epitetului, de verificat în volumul 5 al Mémoires de la Société d'Émulation de Montbéliard, fiind numele curent valabil (2021).
Toate celelalte încercări de redenumire precum variațiile descrise sunt acceptate sinonim.
Epitetul specific este format dintr-o parte al superlativul (latină pessimus/pessumus al adjectivului latin (latină malus= aici în sensul: intens, pertinent, prea mult), și participiul perfect latin (latină undatus=aici în sensul: umezit), datorită aspectului cuticulei al pălăriei.

## Descriere
- Pălăria: are un diametru de 5-10 (12) cm, este cărnoasă și fermă, inițial convexă cu marginea netedă, răsucită în jos, pentru ca la maturitate să devină plată, nu rar ondulată, adesea turtit cocoșată și la bătrânețe uneori chiar puțin adâncită în mijloc. Cuticula îndepărtabilă de pălărie este netedă și lipicioasă până unsuroasă, la umezeală vâscoasă. Coloritul castaniu până roșu-maroniu prezintă pete brun închise în formă de picurat, marginea fiind mai palidă.

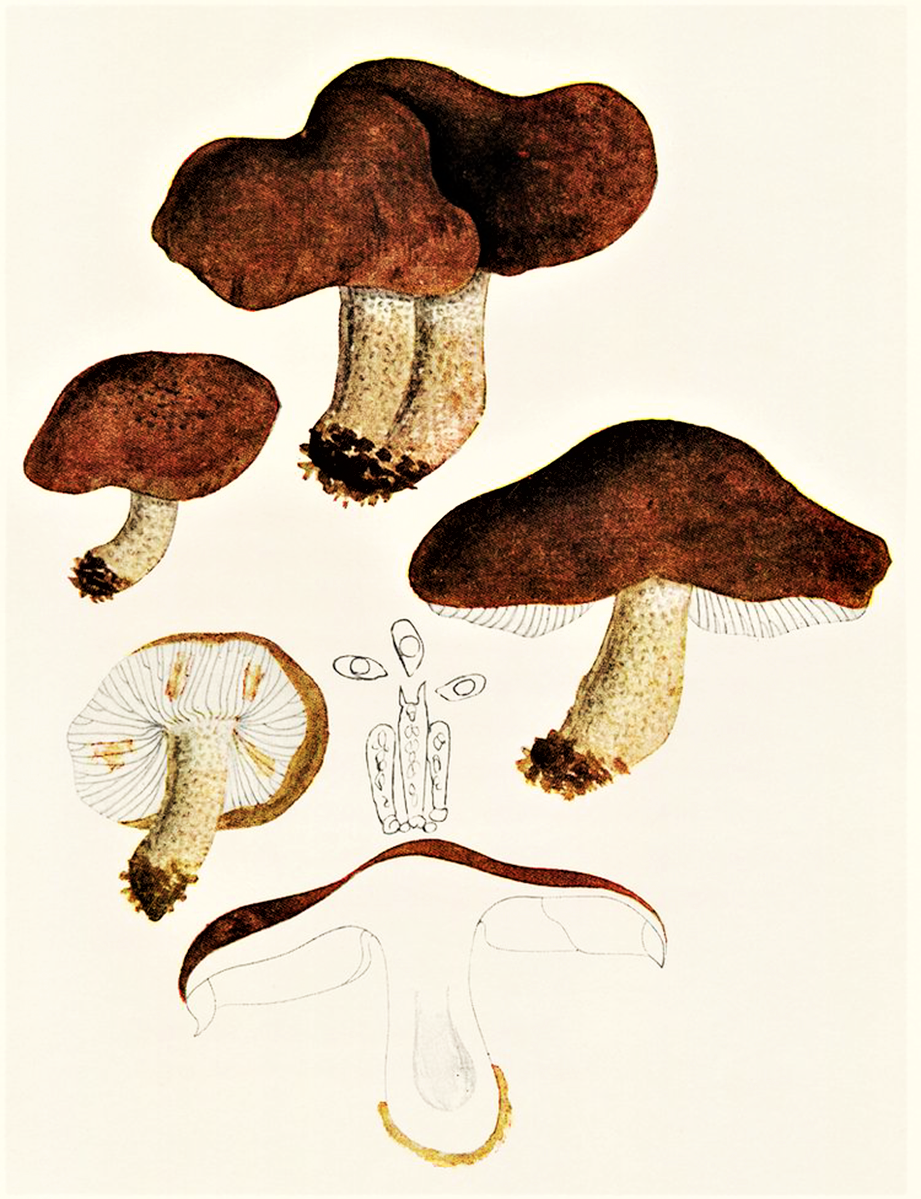
Bres.: Tricholoma pessundantum

- Lamelele: inegale, subțiri și dense sunt strâns aderate și cu avansarea în vârstă din ce în ce mai bombate spre picior (numit: șanț de castel). Muchiile fertile sunt netede, devenind odată cu vârsta puțin zimțate. Coloritul este albicios, dar capătă la bătrânețe pete ruginii până brun-roșiatice.
- Piciorul: are o înălțime de 5-10 cm și o lățime de 1,5-2,5 cm, este solid, plin, mai mult sau mai puțin cilindric și neted, doar la bază uneori ceva umflat sau subțiat. Coloritul este albicios, tapițat de fibre verticale (ocazional chiar și cu benzi)  maronii, înmulțite la bază. Nu prezintă un inel.
- Carnea: este compactă, fermă și albă cu nuanțe slabe roz-maronii ce nu se decolorează în urma unei tăieri, având un miros făinos precum un gust la început nesemnificativ și blând, dar destul de repede amar.[3][4]
- Caracteristici microscopice: prezintă spori mici, netezi lat ovoidali până slab eliptici, apiculați, netezi, hialini (translucizi), neamilozi (nu se decolorează cu reactivi de iod) și o picătură uleioasă mare în centru, având o mărime de 3,5- 5 x (2,5) 3,5-4 microni. Pulberea lor este albă. Basidiile clavate fără cleme cu de obicei 4 sterigme fiecare măsoară 20 (25)-24 (30) x 5 (6)-6 (7) microni. Cistidele (elemente sterile situate în stratul himenal sau printre celulele din pielița pălăriei și a piciorului, probabil cu rol de excreție) lipsesc. Pileocistidele (elemente sterile de pe suprafața pălăriei) într-un strat de 450 grosime  constau din hife cilindrice și încâlcite, de 25-70 x 2-4,5 µm, de obicei întinse plan și paralel pe suprafața pălăriei, dar arată parțial și o tranziție spre trichoderm, iar stratul dedesubt cu o grosime de 120 µm are elemente ce măsoară 45-70 x 3,5-9 µm, fiind delimitat de celălalt prin pigmenți bruni preponderent legați de membrană. Caulocistide (cistide situate la suprafața piciorului) și cleme lipsesc, doar cuticula tijei prezintă hife cilindrice și înguste cu o mărime de 2-4,5 µm.[9][10]
- Reacții chimice: nu sunt cunoscute.[3][4]

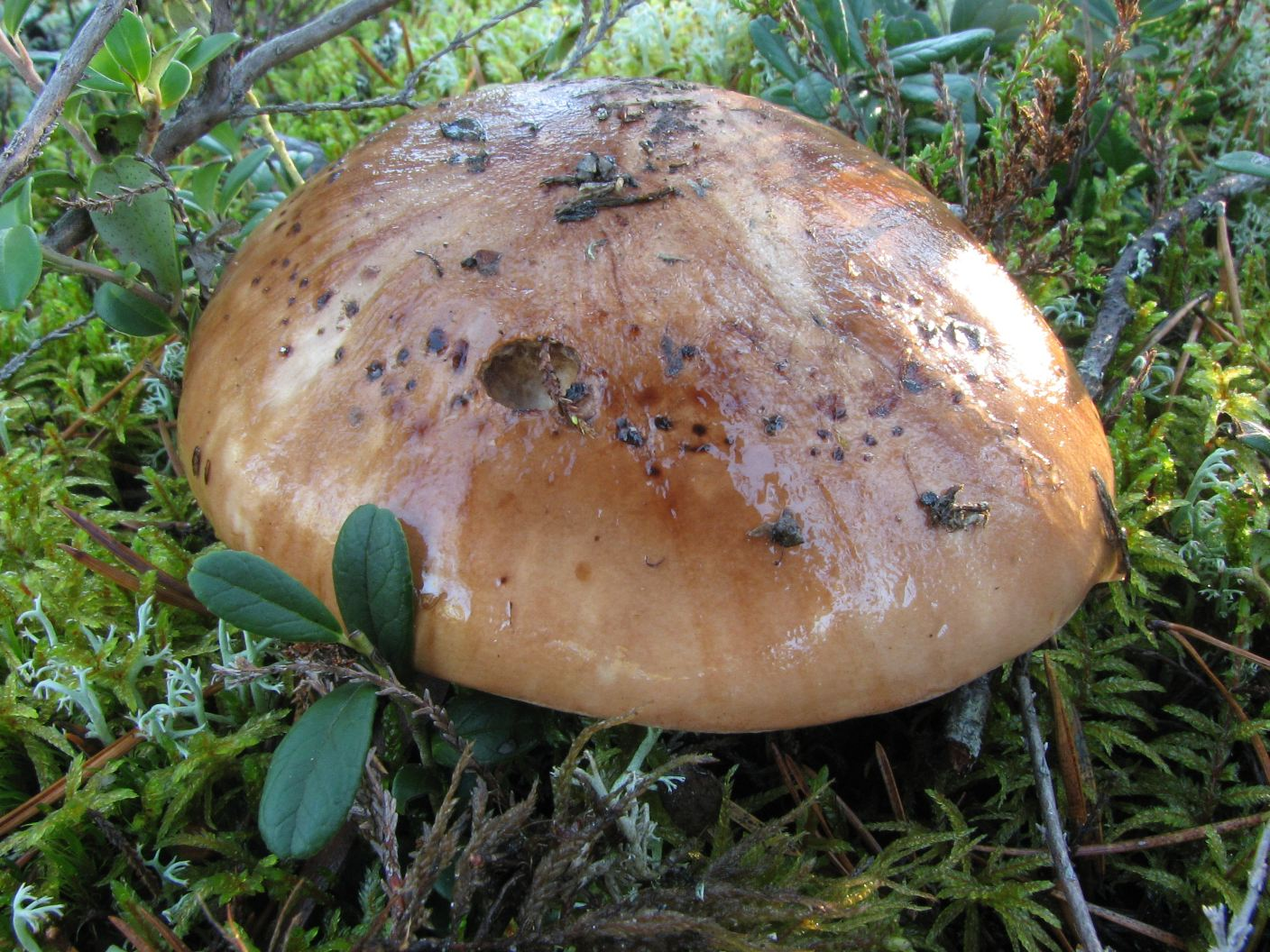
T. pessundatum, pălărie
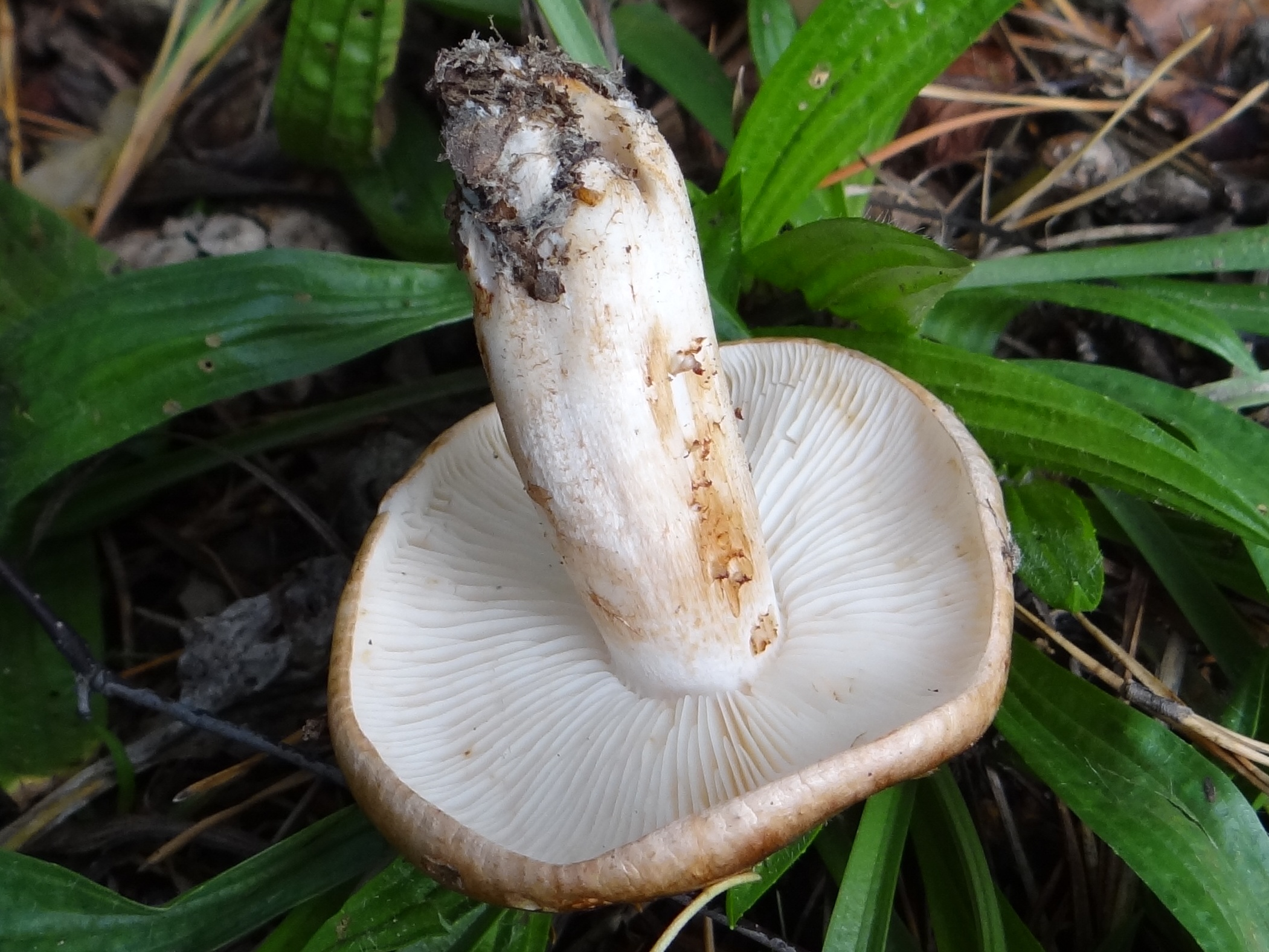
T. pessundatum, lamele și picior

## Confuzii
Specia se poate confunda cu altele ale genului cu cuticulă posibil brună ca de exemplu: Tricholoma acerbum (necomestibil), Tricholoma albobrunneum sin. Tricholoma striatum (otrăvitor), Tricholoma batschii (otrăvitor, foarte amar), Tricholoma fucatum (comestibil, dar de valoare scăzută, carne slab gălbuie, miros de făină și gust identic, neamar, trăiește în păduri de conifere), Tricholoma fulvum (necomestibil, carne galbenă, fără miros), Tricholoma imbricatum (comestibil, trăiește în păduri de conifere sub pini), Tricholoma populinum (comestibil), Tricholoma portentosum (comestibil), Tricholoma psammopus (necomestibil),  Tricholoma sejunctum (necomestibil), Tricholoma stans (necomestibil) și Tricholoma ustale (slab otrăvitor) sau chiar cu Tricholoma saponaceum (necomestibil) sau cu forme mai maronii ale Lepista nuda (comestibilă).

## Specii asemănătoare în imagini

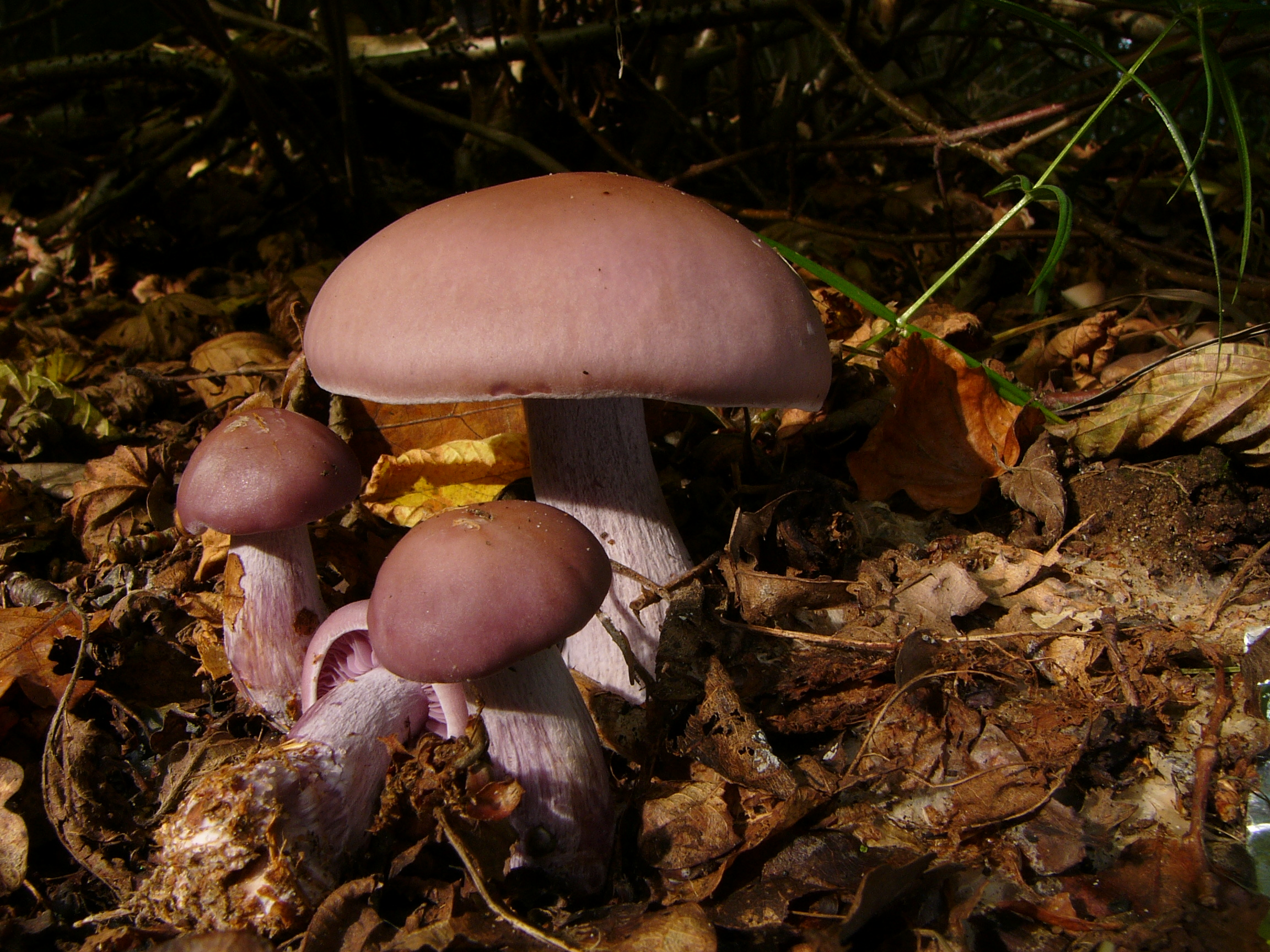
Lepista nuda
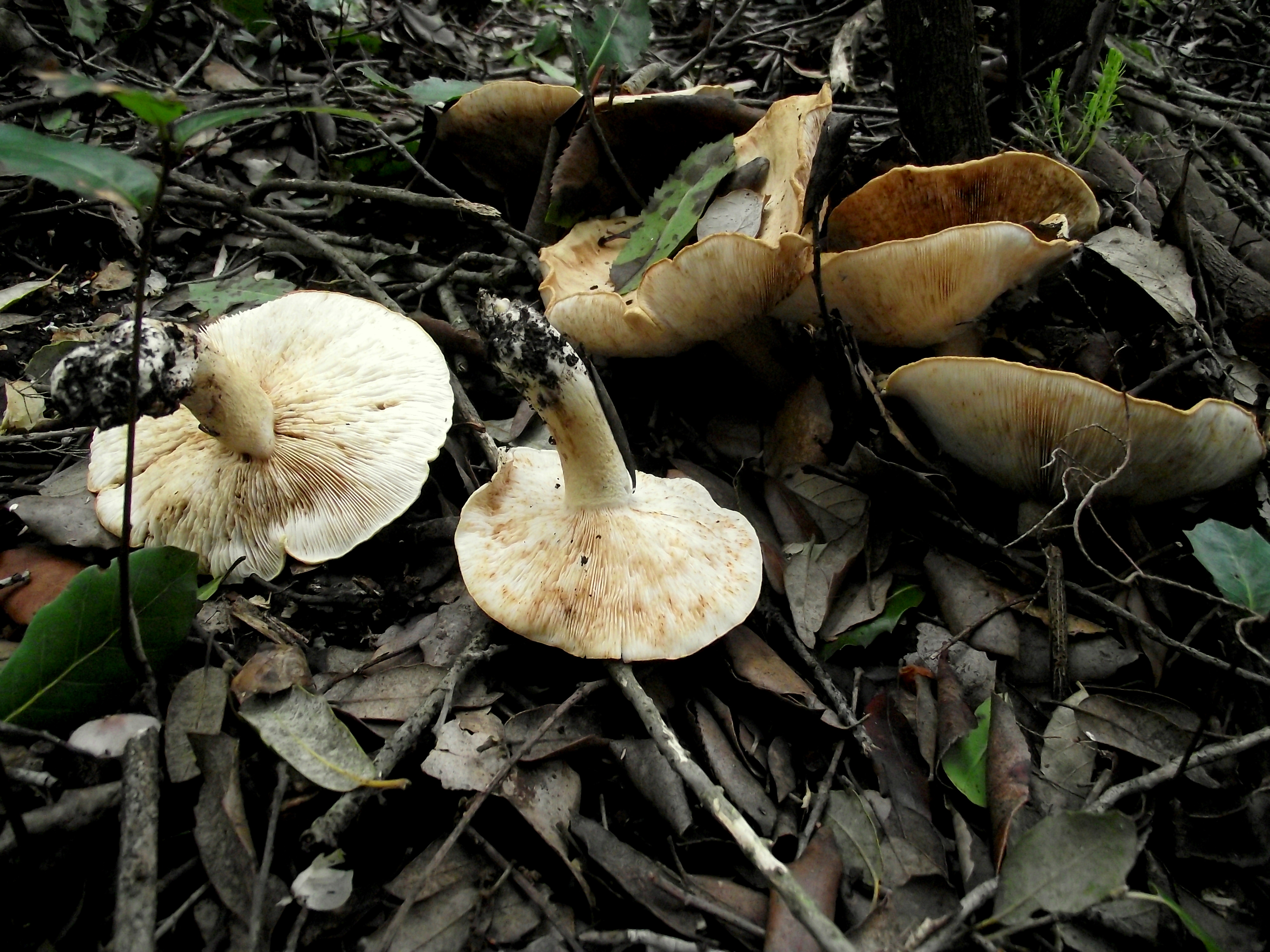
!Tricholoma acerbum!
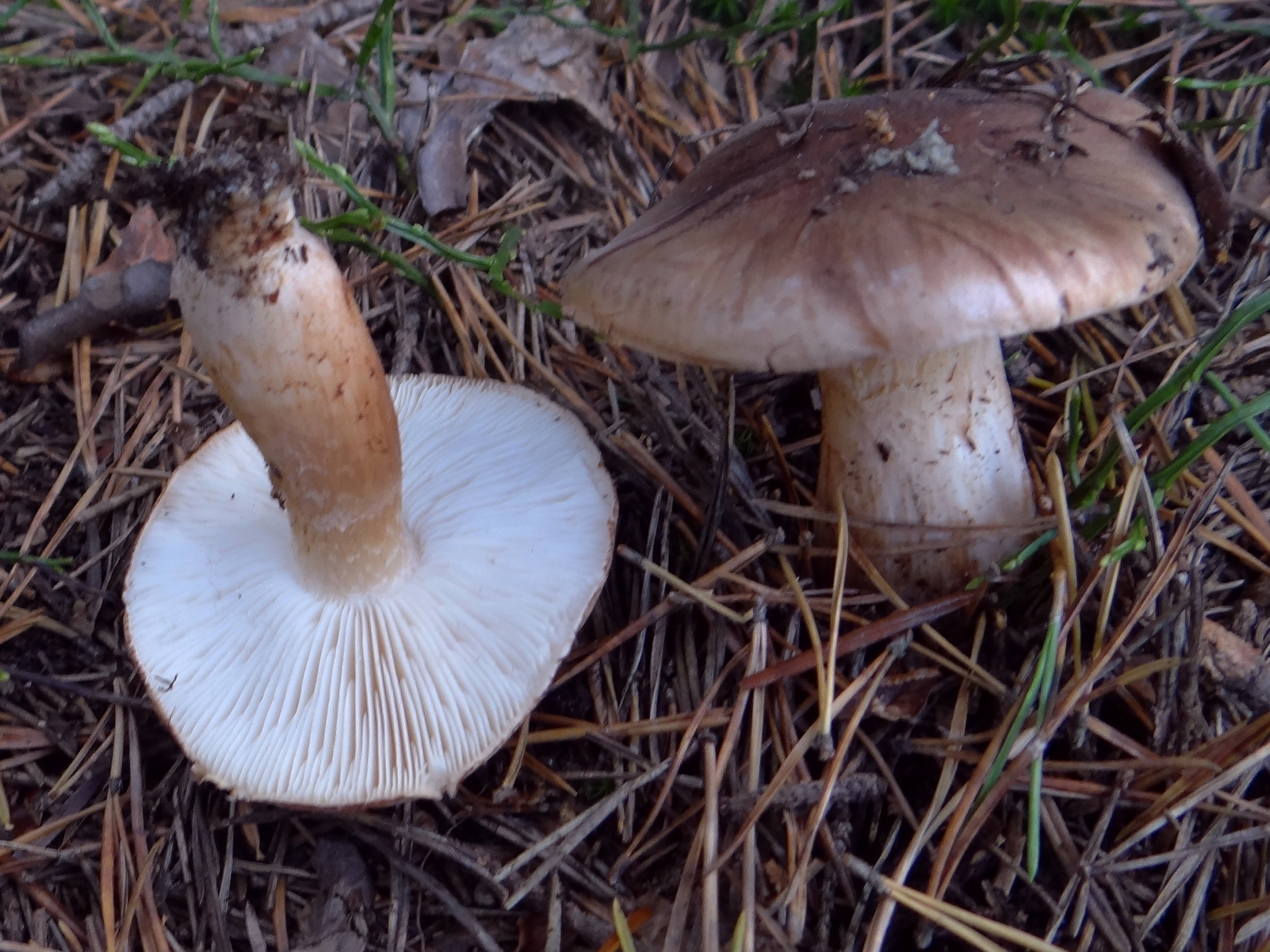
!!Tricholoma albobrunneum sin.  Tricholoma striatum"!
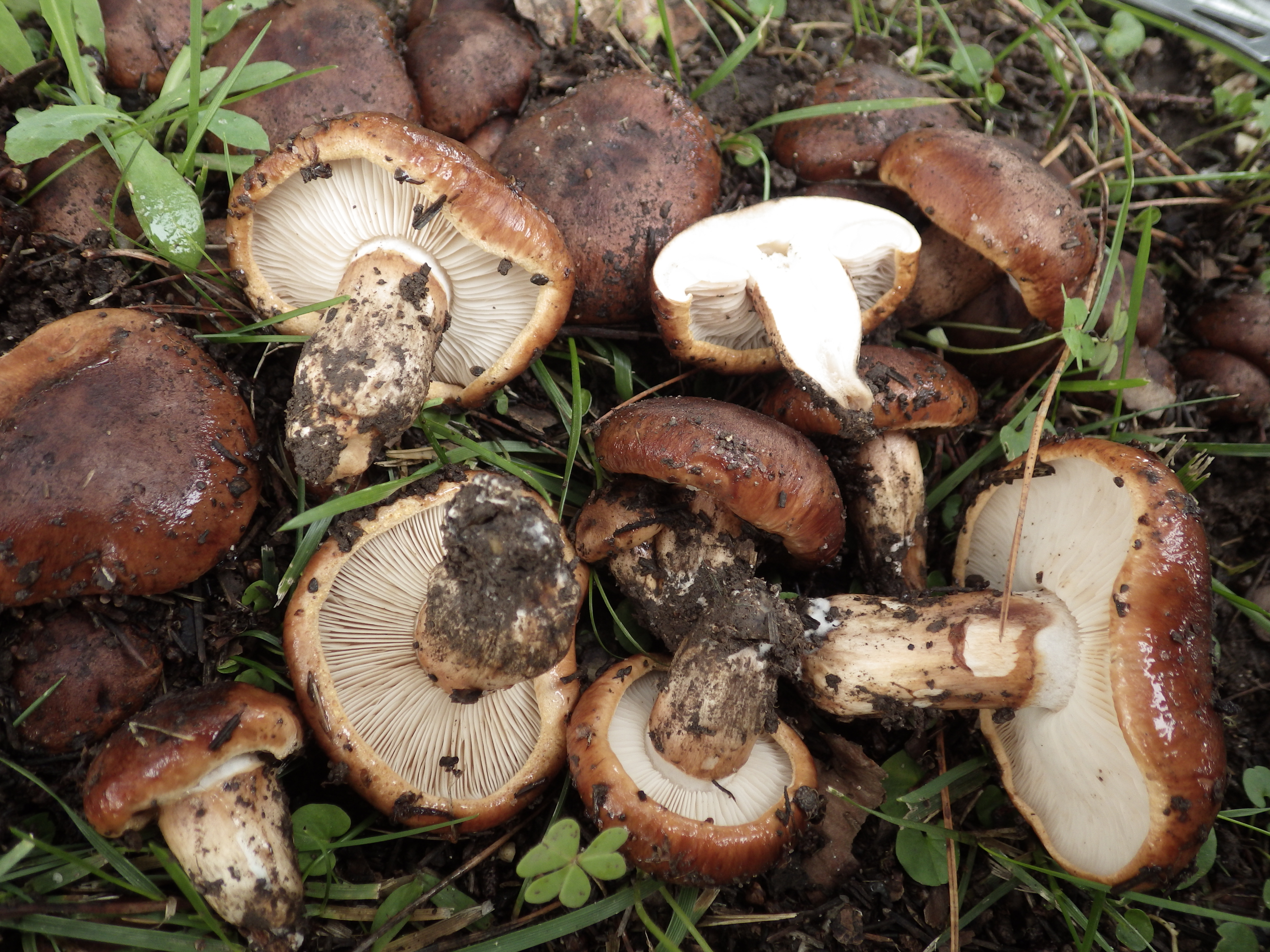
!!Tricholoma batschii!!
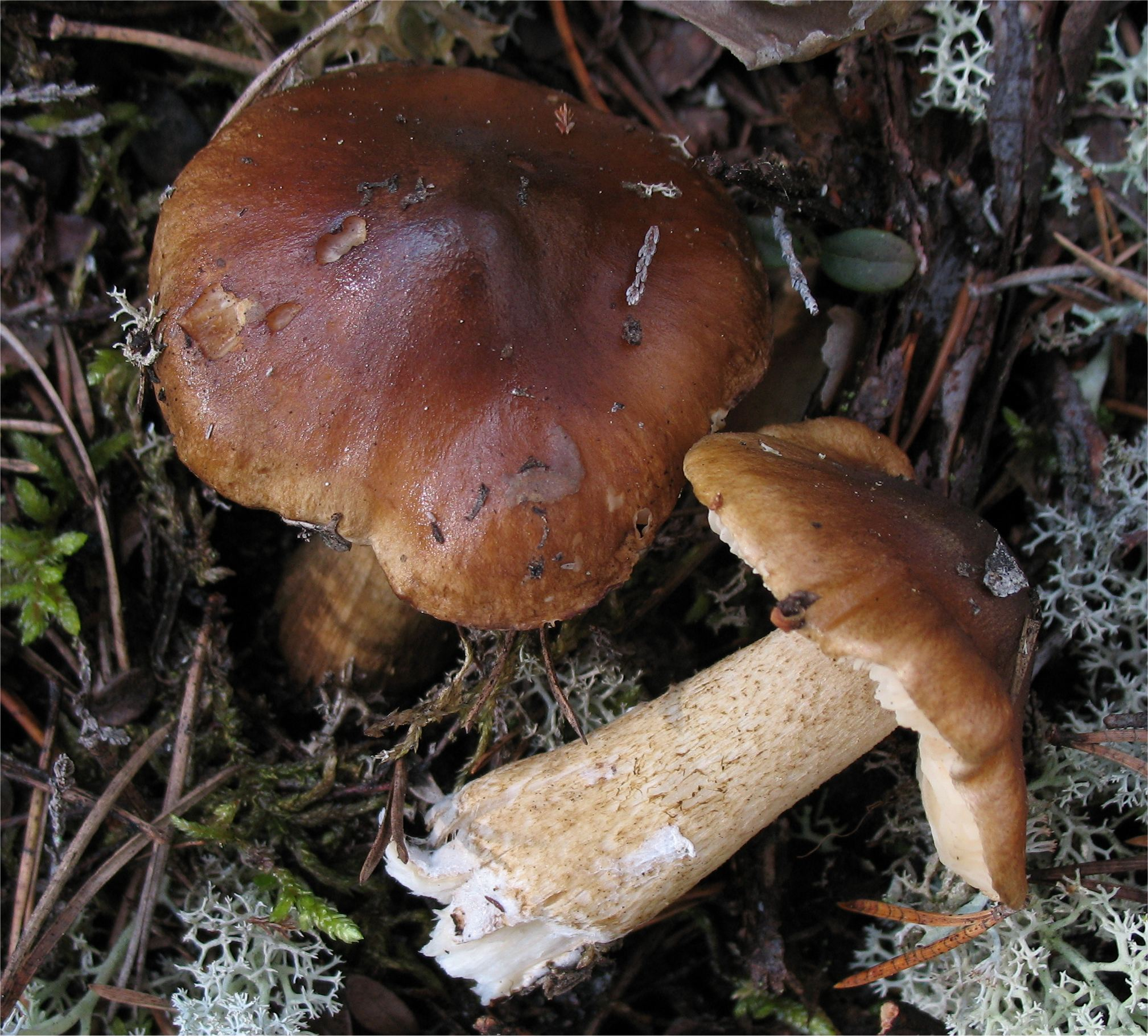
Tricholoma fucatum
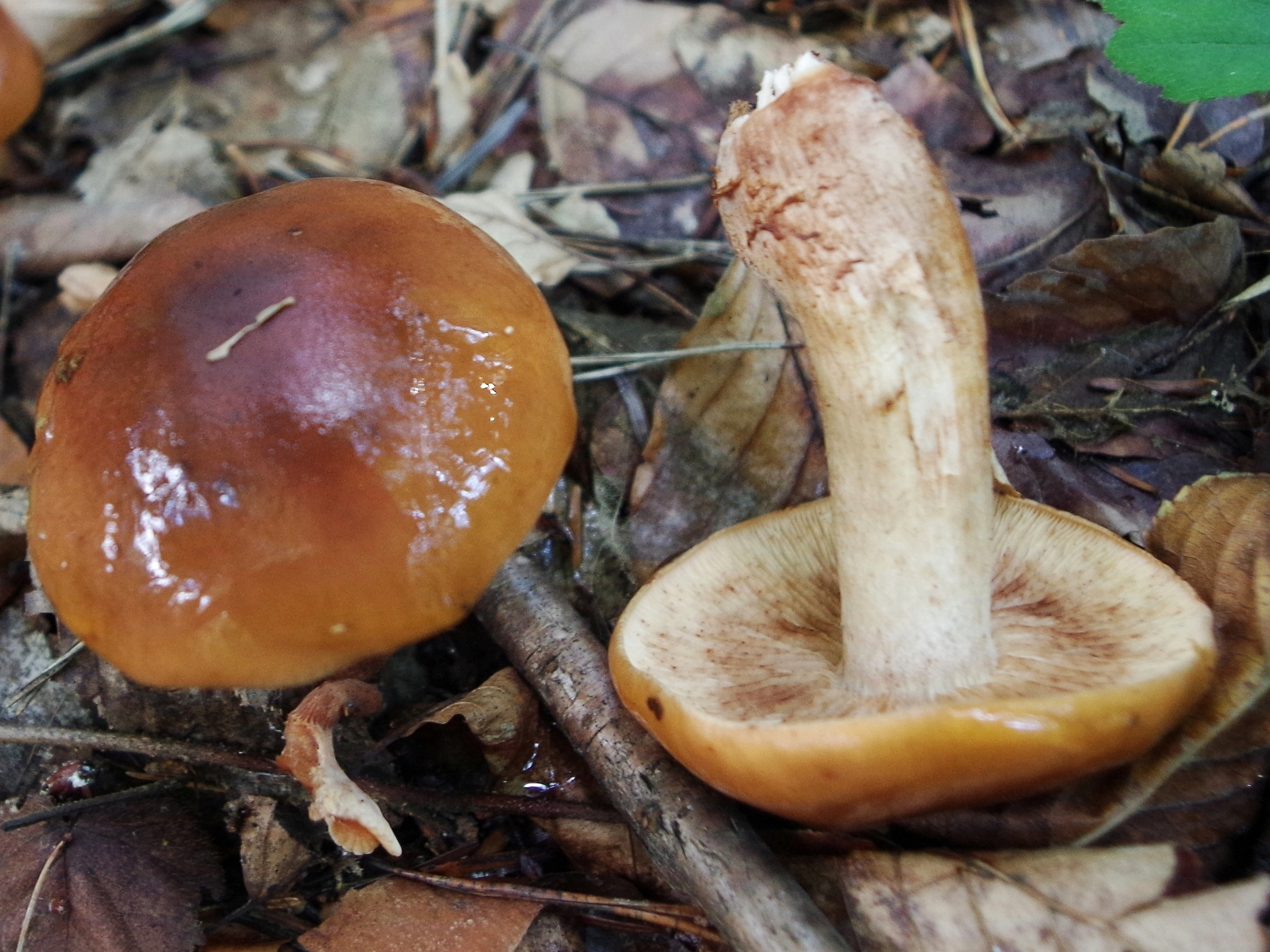
!Tricholoma fulvum!
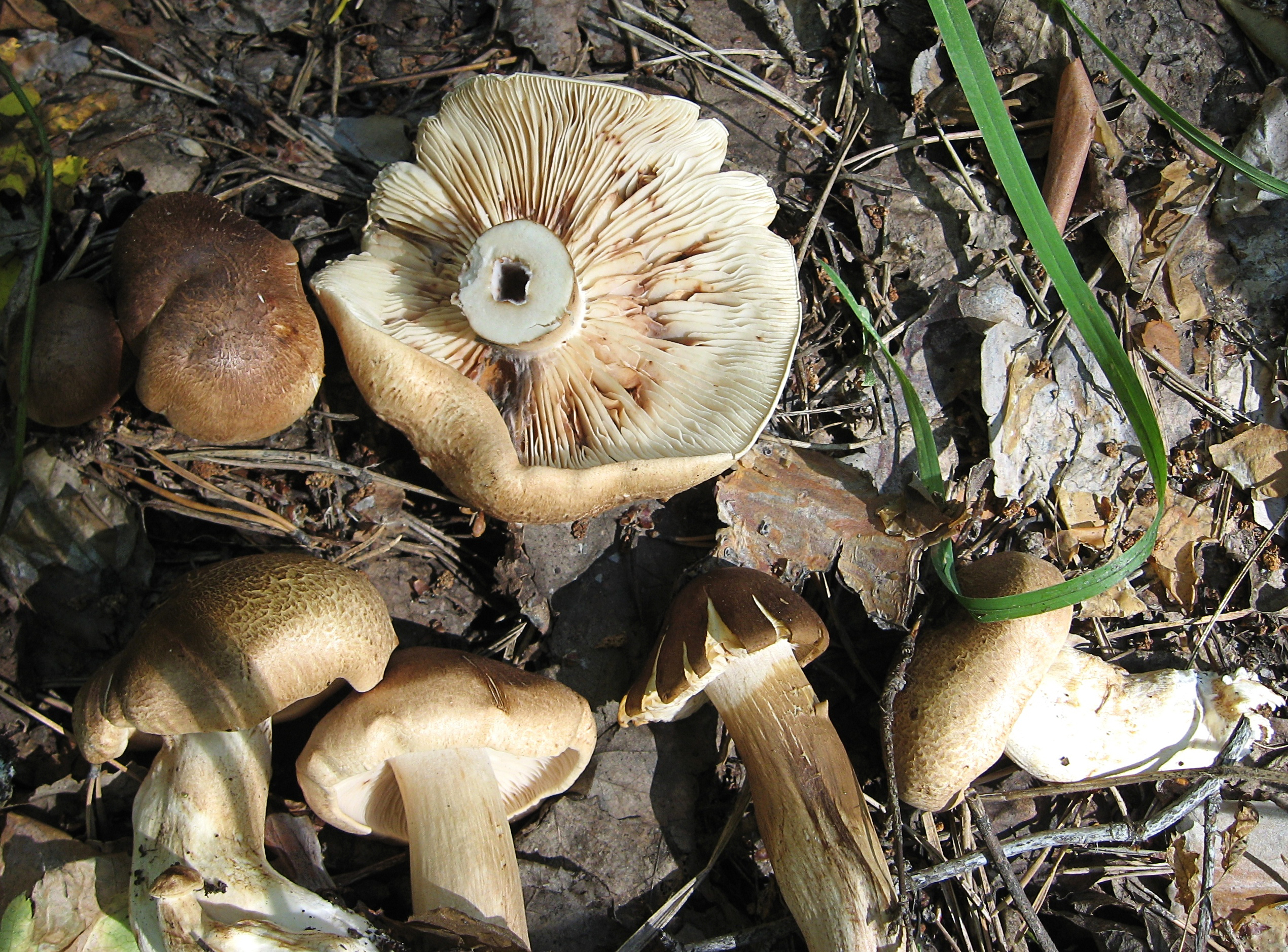
Tricholoma imbricatum
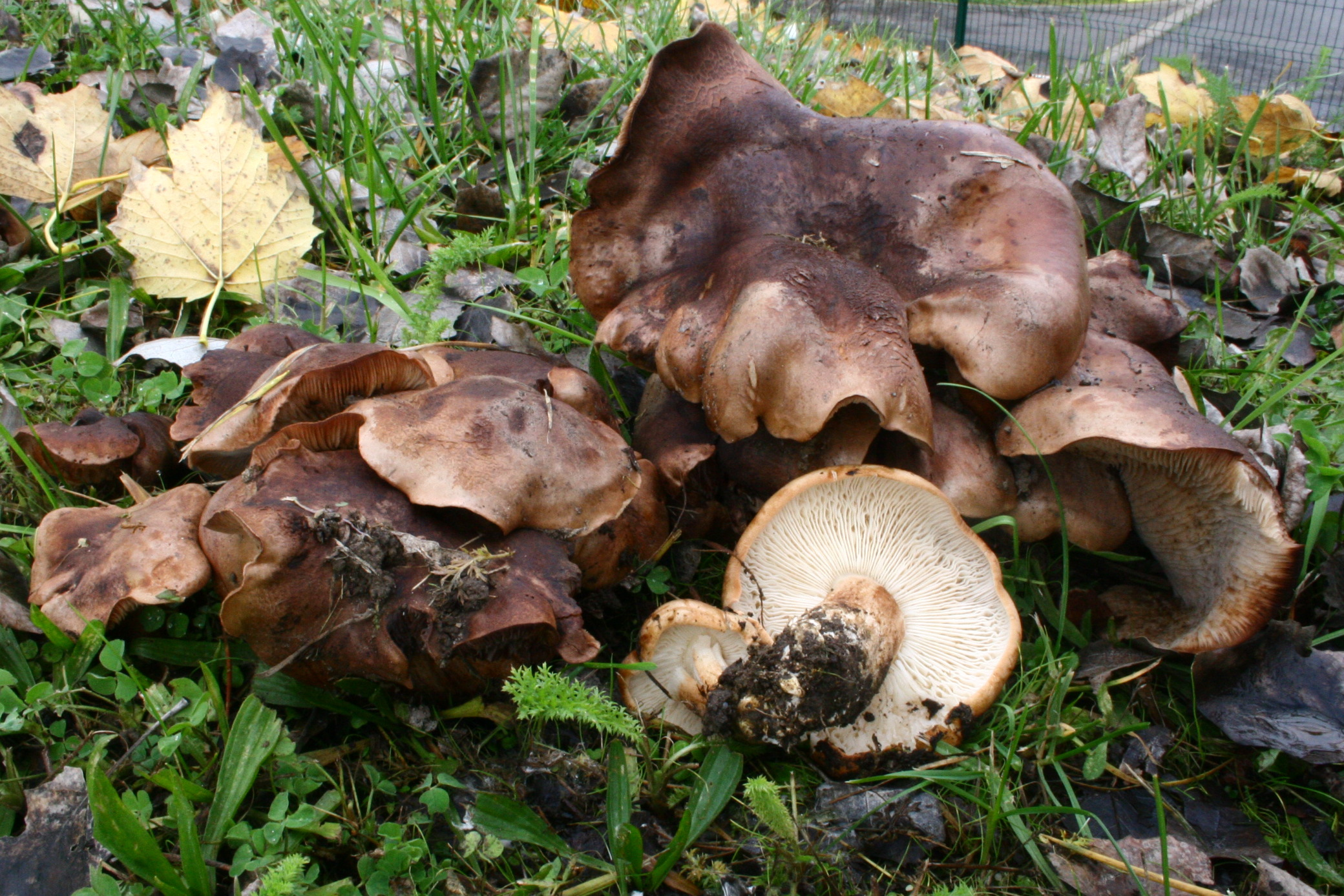
Tricholoma populinum

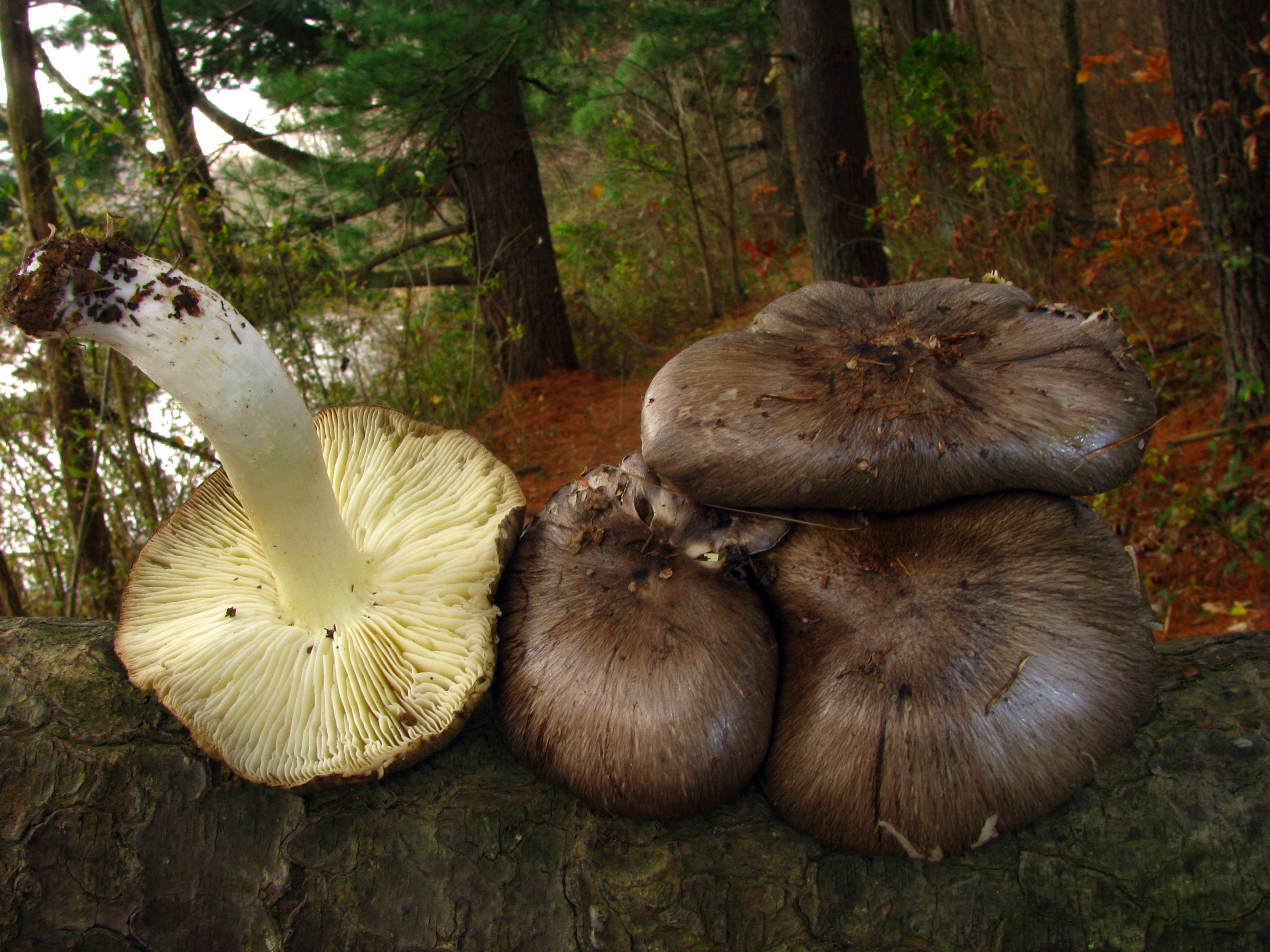
Tricholoma portentosum
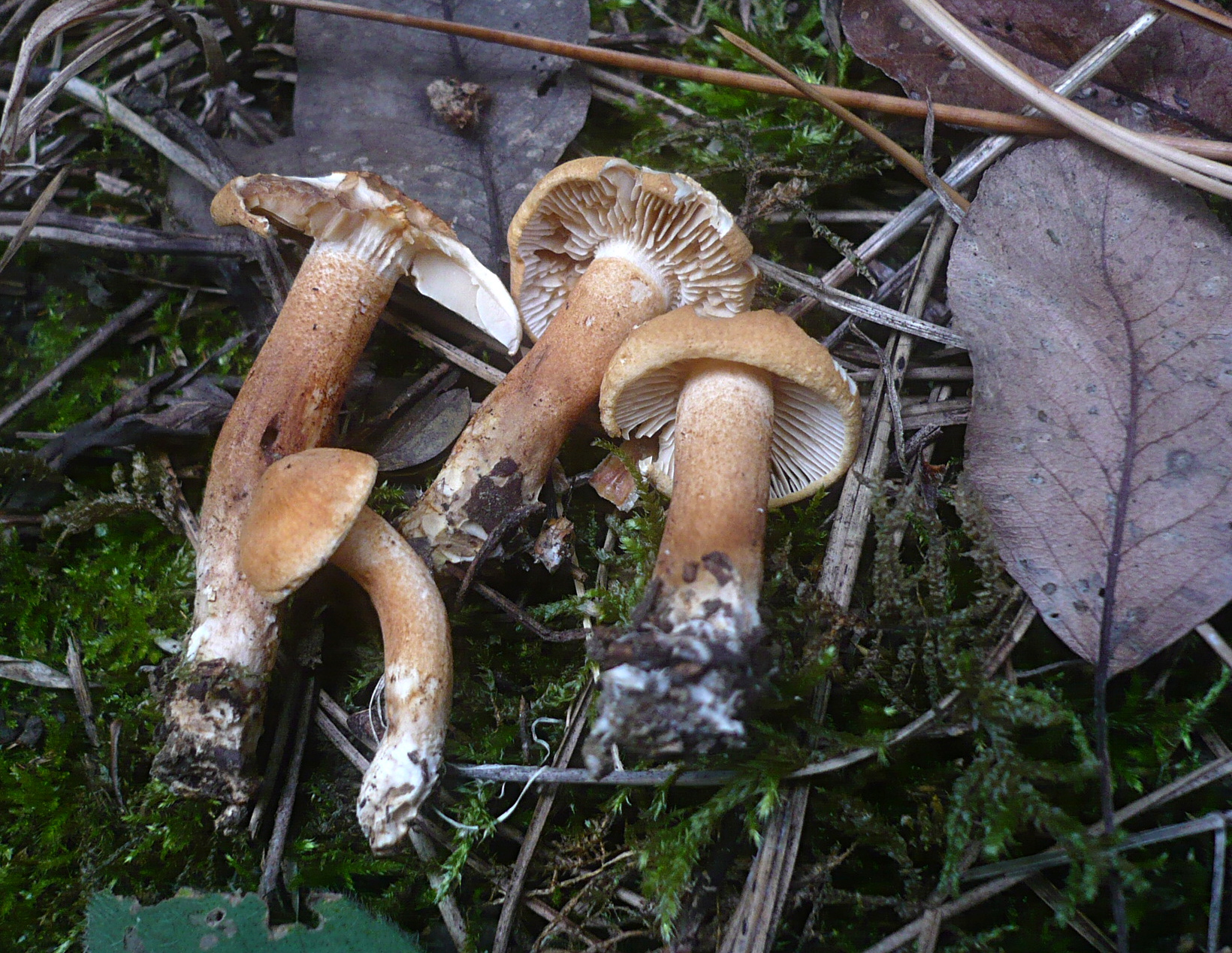
!Tricholoma psammopus!
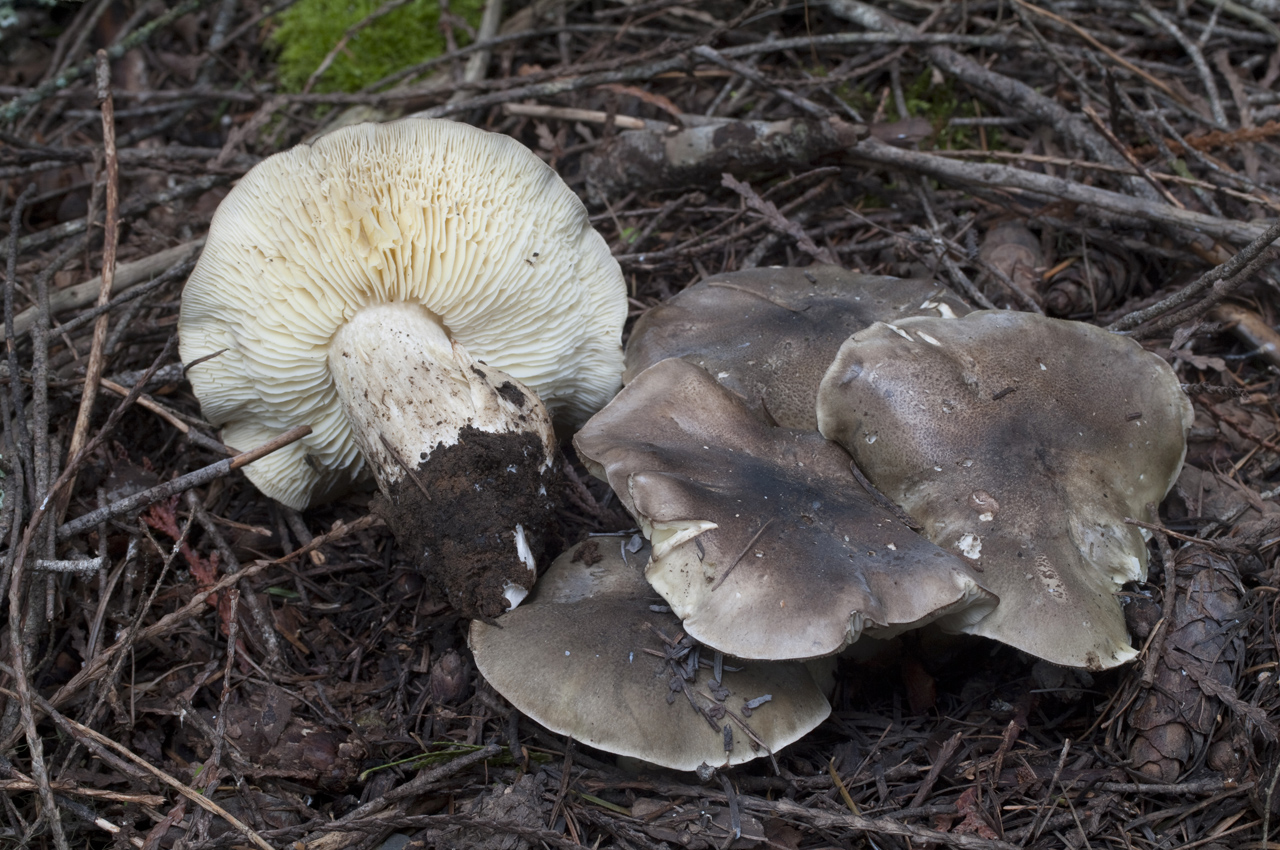
!Tricholoma saponaceum!
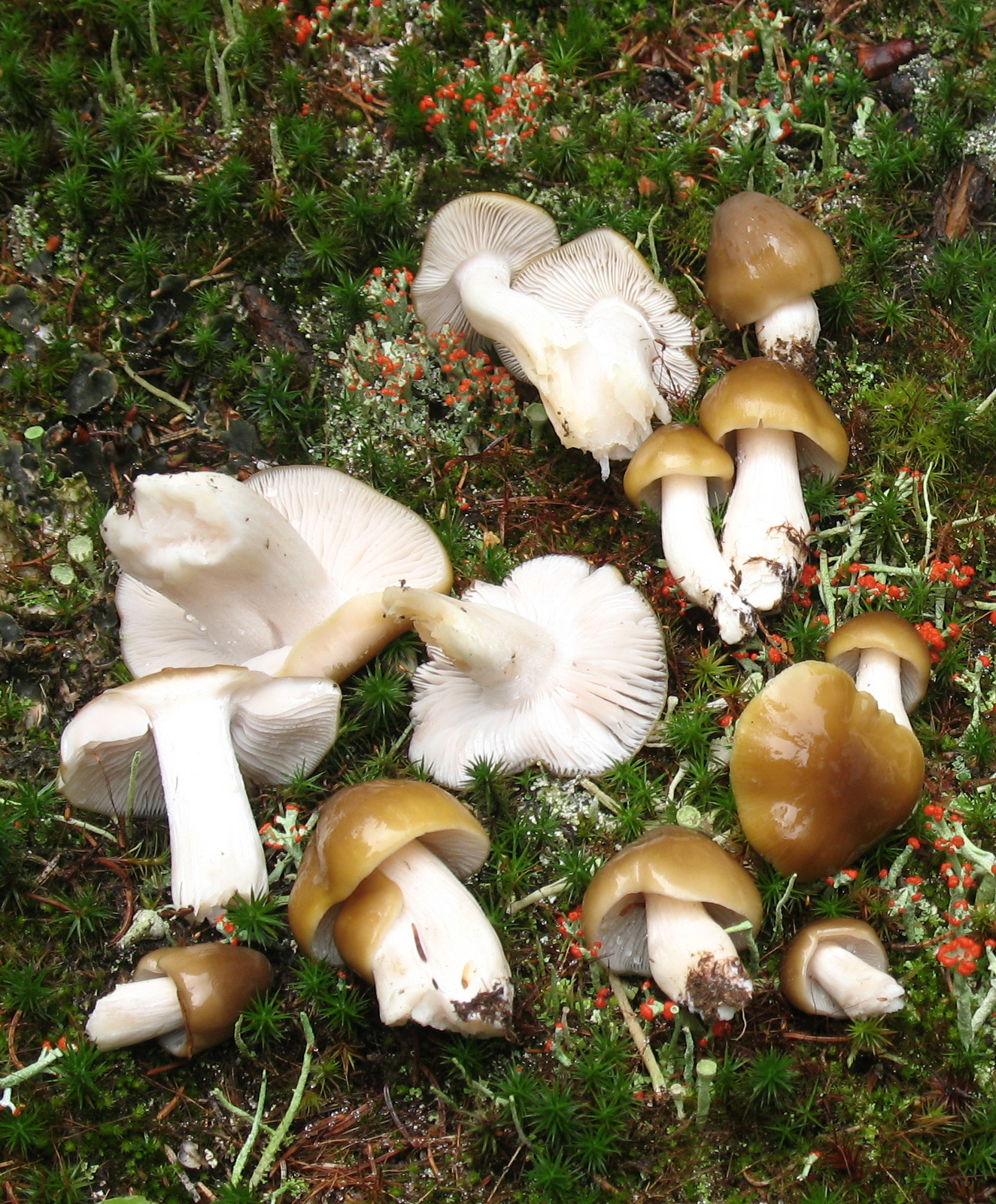
!Tricholoma sejunctum!
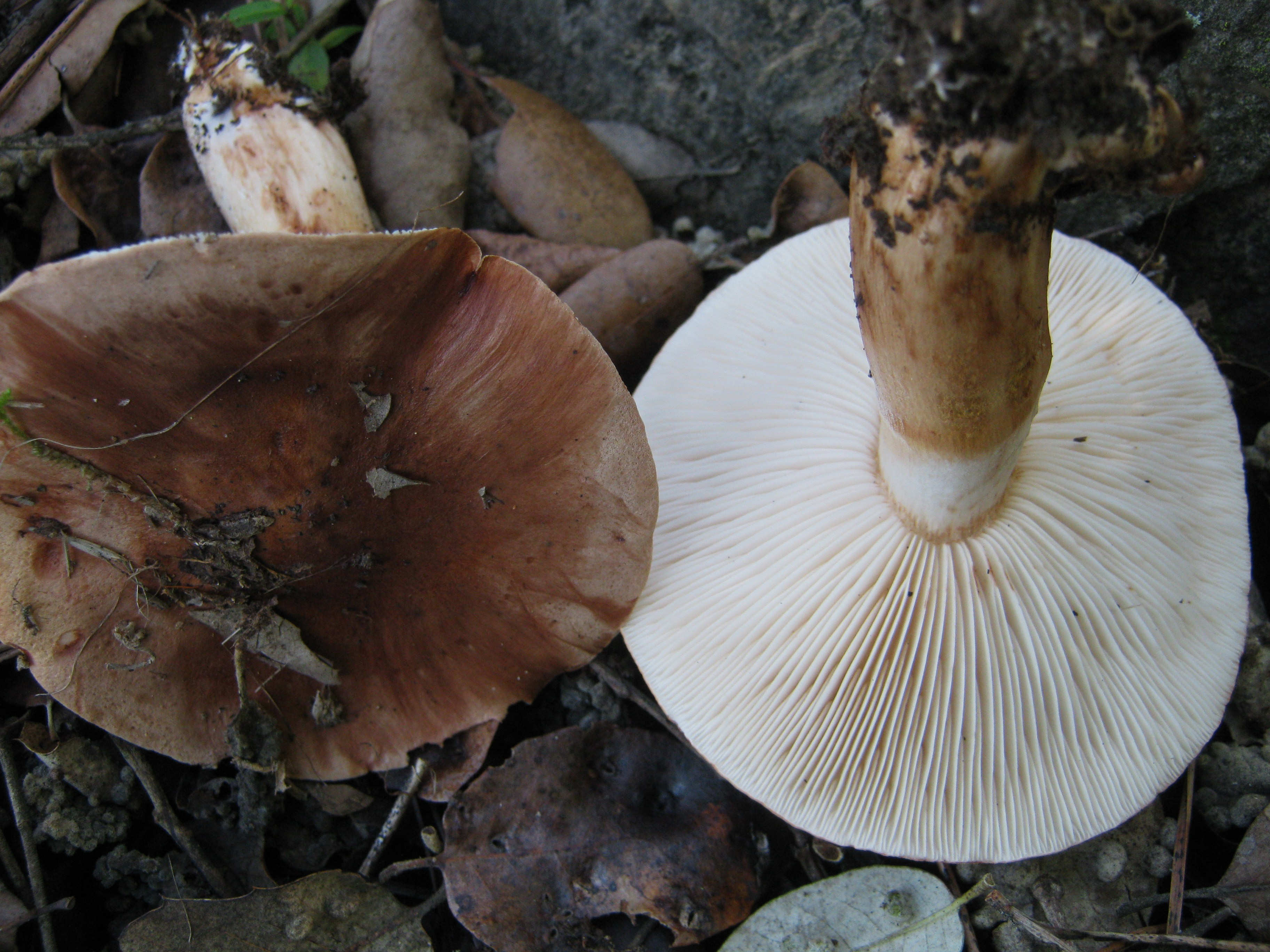
!Tricholoma stans!
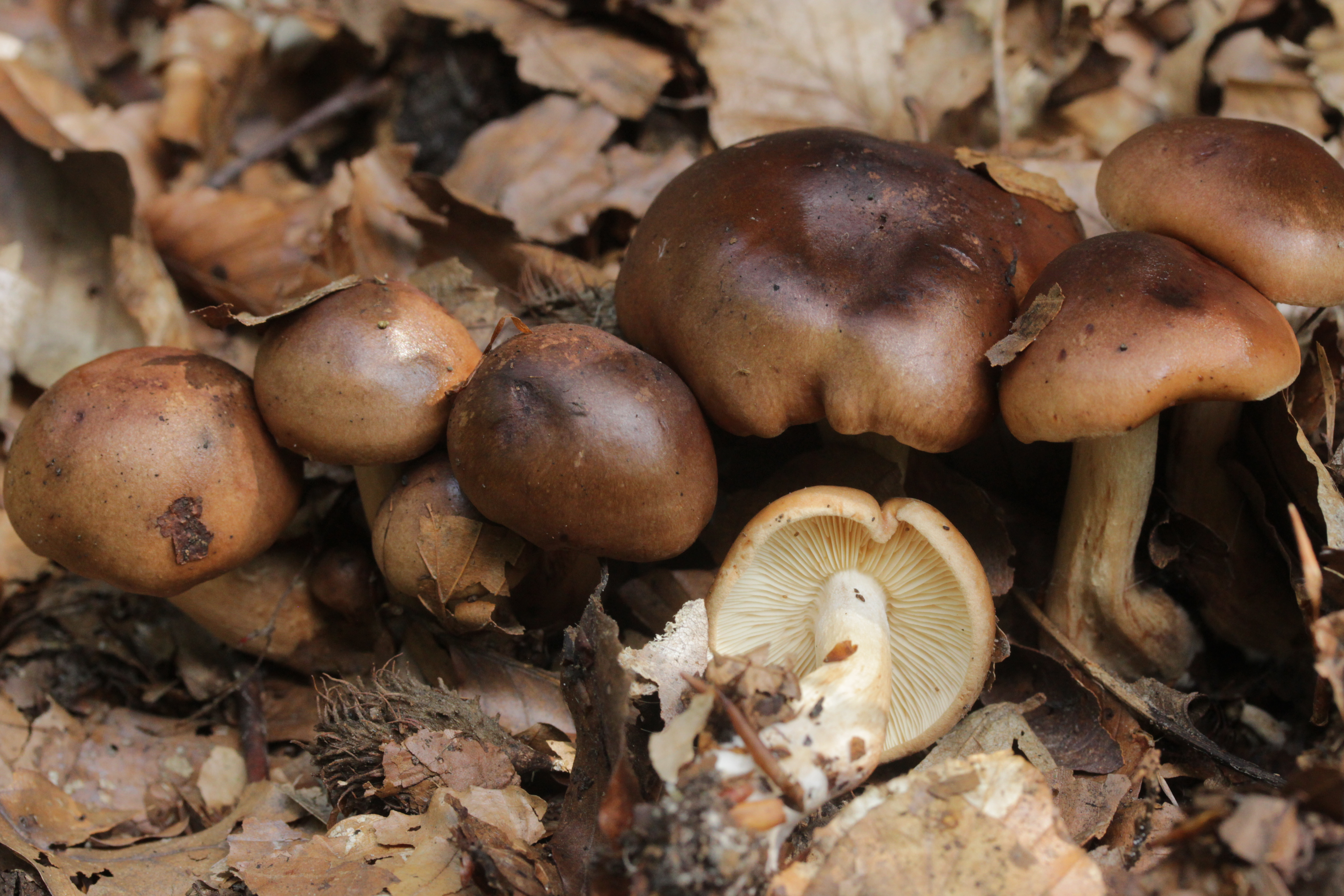
!!Tricholoma ustale!!

## Valorificare
Această specie este destul de otrăvitoare, provocând intoxicații gastrointestinale uneori grave. În ciuda efectelor toxice observate, dovezile chimice ale toxinelor conținute încă nu au putut fi izolate.